# Carinostoma
Carinostoma is een geslacht van hooiwagens uit de familie Nemastomatidae (Aardhooiwagens).
De wetenschappelijke naam Carinostoma is voor het eerst geldig gepubliceerd door Kratochvíl & Miller in 1958. 

## Soorten
Carinostoma omvat de volgende 3 soorten:
- Carinostoma carinatum
- Carinostoma elegans
- Carinostoma ornatum